# Скібиці (Любуське воєводство)
Скібиці (пол. Skibice) — село в Польщі, у гміні Новоґруд-Бобжанський Зеленогурського повіту Любуського воєводства.
Населення — 96 осіб (2011).
У 1975-1998 роках село належало до Зеленогурського воєводства.

## Демографія
Демографічна структура станом на 31 березня 2011 року:
|          | Загалом | Допрацездатний вік | Працездатний вік | Постпрацездатний вік |
| -------- | ------- | ------------------ | ---------------- | -------------------- |
| Чоловіки | 41      | 14                 | 23               | 4                    |
| Жінки    | 55      | 17                 | 28               | 10                   |
| Разом    | 96      | 31                 | 51               | 14                   |